# Sergio Lozano Martínez
Sergio Lozano Martínez, deportivamente conocido como Sergio Lozano (Arganda del Rey, Comunidad de Madrid, 9 de noviembre de 1988) es un jugador de fútbol sala. Popularmente es conocido por los aficionados, en los terrenos de juego, como "El Búfalo". Este término viene determinado por su fuerte regate, su arrancada de velocidad explosiva y su potente disparo.

## Biografía
Comienza jugando en las categorías inferiores de ERS Arganda, para pasar más tarde por las filas del Las Rozas Boadilla (una de las mejores canteras de fútbol sala). Allí destaca como una de las futuras promesas de fútbol sala nacional, convirtiéndose en  internacional sub-21 y capitán de la selección que acaba proclamándose campeona de Europa Sub-21 en 2007. Al finalizar la temporada 2007-2008 ficha por cuatro temporadas con el Futsal Cartagena (hasta junio de 2012), donde se erige como estandarte del equipo. Tras dos temporadas, con grandes actuaciones, debuta con la selección española absoluta. En verano de 2010 el club se ve obligado, a ponerlo en venta, para sanear las cuentas y evitar su desaparición. Tras muchas negociaciones, llega a un acuerdo con el F. C. Barcelona. Es traspasado al club catalán por una importante cantidad económica, que ninguna de las partes ha desvelado públicamente. La temporada 2010/11 jugó en el Caja Segovia FS, cedido por el Barça Alusport. En verano del 2011 regresa a la escuadra del Palau Blaugrana, tras cuajar una gran temporada y proclamarse subcampeón de liga 2010/11, con el conjunto cajista. Su debut con el Barça Alusport fue en la Supercopa de España de Fútbol Sala 2011, proclamándose Subcampeón. En enero de 2012 es convocado por la selección absoluta, para disputar el Europeo de Fútbol Sala, tras ir en cabeza de goleadores esa temporada. En dicho Europeo se proclama campeón, convirtiéndose en el héroe de la final, tras marcar dos golazos. En marzo de 2012 se corona campeón de la Copa de España de Fútbol Sala 2012, con el club azulgrana, marcando otros dos tantos importantísimos en la final ante el Lobelle Santiago. En abril de 2012 de esa misma temporada también gana la primera UEFA Futsal Cup, para el conjunto blaugrana. El 25 de junio de 2012 anota 2 goles, 1 en la prórroga que dan la liga al Barça en el 5º partido frente a ElPozo Murcia. En julio de 2012 fue nombrado mejor jugador de la primera división de fútbol sala en España.

## Clubes
- 1994-2004 – Escuela Fútbol Sala Arganda - (Hasta Juveniles)
- 2004-2008 – UD Las Rozas Boadilla - División de Plata
- 2008-2010  – Reale Futsal Cartagena - División de Honor
- 2010-2011 – Caja Segovia Fútbol Sala - División de Honor
- 2011- Actualidad - F. C. Barcelona Alusport - Primera División

## Palmarés

### Clubes
- UD Las Rozas Boadilla:
  - Campeonato de España Juvenil.
- Caja Segovia Fútbol Sala:
- Subcampeón Playoff 2010-11.
- F. C. Barcelona:
  - Liga Nacional de Fútbol Sala: 6 (2011-12, 2012-13, 2018-19, 2020-21, 2021-22, 2022-23).
  - Copa de España de fútbol sala: 6 (2011-12, 2012-13, 2018-19, 2019-20, 2021-22, 2023-24).
  - Copa del Rey de fútbol sala: 7 (2011-12, 2012-13, 2013-14, 2017-18, 2018-19, 2019-20, 2022-23).
  - Supercopa de España de fútbol sala: 4 (2013-14, 2019-20, 2021-22, 2022-23).
  - Liga de Campeones de la UEFA de fútbol sala: 4 (2011-12, 2013-14, 2019-20, 2021-22).
  - Copa de Catalunya: 6 (2013-14, 2014-15, 2015-16, 2016-17, 2017-18, 2018-19, 2022-23).

### Selecciones
- Selección Madrileña (Autonómica) - Campeón de España Juvenil de Selecciones Autonómicas 2006 y 2007.
- Selección Española Sub-21 - Campeón de Europa de Selecciones Sub-21 2007.
- Selección Española Absoluta - Campeón Eurocopa de Fútbol Sala 2016.
- Selección Española Absoluta - Subcampeón del Mundo de Fútbol Sala 2012.

### Individual
- Mejor Jugador sub-23 del Mundo 2011.
- Mejor Jugador de la LNFS 2012.
- Mejor Ala de la LNFS 2012.
- Mejor Jugador de la LNFS 2013.
- Mejor Ala de la LNFS 2013.
- Futsal Awards Mejor jugador del mundo 2013.
- Mejor Ala de la LNFS 2019.
- Mejor Cierre de la LNFS 2020.
- Mejor Cierre de la LNFS 2022.
- Mejor Jugador de la LNFS 2022.

## Estudios
- Primero de CCAFyD en la Universidad Autónoma de Madrid.
- Entrenador de Fútbol Sala, nivel I y nivel II.
- Master en Gestión Deportiva 2014-2015, Johan Cruyff Institute

- Datos: Q3956157
- Multimedia: Sergio Lozano Martínez / Q3956157